# Põhja-Pärnumaa

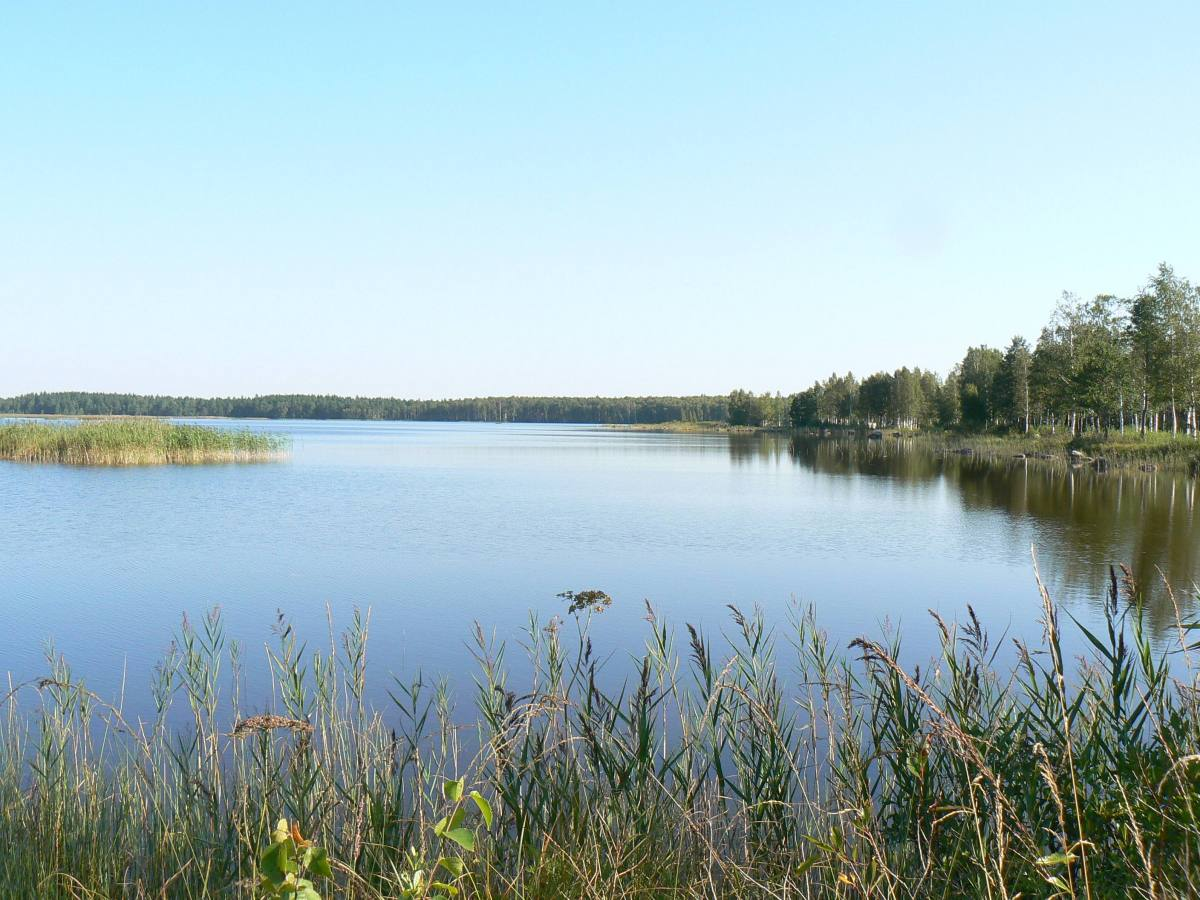
Kaisma järv

Põhja-Pärnumaa (estnisch: Põhja-Pärnumaa vald) ist eine Landgemeinde im estnischen Kreis Pärnu.
Die Landgemeinde entstand 2017 durch den Zusammenschluss des Fleckens bzw. Markts (alev) Vändra und der Landgemeinden Vändra, Halinga und Tootsi. Am 1. Januar 2025 hatte die Landgemeinde 7.948 Einwohner.
Als Verwaltungssitz sind zwei Orte bestimmt, Vändra und Pärnu-Jaagupi. Ein dritter Flecken ist Tootsi. Daneben gibt es 86 Dörfer (külad): Aasa, Allikõnnu, Altküla, Aluste, Anelema, Arase, Eametsa, Eense, Eerma, Enge, Ertsma, Halinga, Helenurme, Kaansoo, Kablima, Kadjaste, Kaelase, Kaisma, Kalmaru, Kangru, Kergu, Kirikumõisa, Kobra, Kodesmaa, Kõnnu, Kose, Kullimaa, Kuninga, Kurgja, Langerma, Leetva, Lehtmetsa, Lehu, Libatse, Loomse, Luuri, Lüüste, Mädara, Mäeküla, Maima, Massu, Metsaküla, Metsavere, Mõisaküla, Mustaru, Naartse, Oese, Oriküla, Pallika, Pärnjõe, Pereküla, Pitsalu, Pööravere, Rae, Rahkama, Rahnoja, Rätsepa, Reinumurru, Roodi, Rõusa, Rukkiküla, Säästla, Salu, Samliku, Sepaküla, Sikana, Sohlu, Sõõrike, Soosalu, Suurejõe, Tagassaare, Tarva, Tõrdu, Tühjasma, Ünnaste, Vahenurme, Vakalepa, Vaki, Valistre, Vee, Venekuusiku, Veskisoo, Vihtra, Viluvere, Võidula und Võiera.